# Bobbie Singer
Bobbie Singer, de son vrai nom Tina Schosser (née le 22 février 1981 à Linz) est une chanteuse autrichienne.

## Biographie
Tina Schosser grandit à Buchkirchen. Avec le soutien de sa famille, elle apprend la guitare et le piano. À 15 ans, elle écrit sa première chanson puis rencontre lors d'un concert privé un producteur qui lui fait signer son premier contrat d'enregistrement. Son premier single Egoistic n'est pas une grande vente. En 1999, elle est choisie par l'ÖRF après la sélection d'un jury pour représenter l'Autriche au Concours Eurovision de la chanson. Avec la chanson Reflection écrite par Dave Moskin, elle obtient 65 points et atteint la dixième place, qualifiant l'Autriche pour l'année suivante. La chanson est un bon succès commercial. Mais, pour le deuxième album, des divergences apparaissent avec la maison de disques, Singer ne veut pas de chansons pop. Le contrat est rompu par accord mutuel. Elle crée alors son label et son propre studio d'enregistrement.
Fin 2000, elle chante Before I Die, le générique du film Sept jours à vivre, mais le titre est un bide. En 2005, elle arrête la scène et devient productrice de publicité et de musique ainsi que chanteuse de studio et voix off. Elle prête ainsi sa voix à la radio Ö3.